# Archocentrus spinosissimus
Archocentrus spinosissimus es una especie de peces de la familia Cichlidae en el orden Perciformes.

## Morfología
Los machos pueden llegar alcanzar los 11 cm de longitud total.

## Hábitat
Es una especie de clima tropical entre 26 °C-28 °C de temperatura.

## Distribución geográfica
Se encuentra en la vertiente atlántica de Centroamérica:  cuenca del lago Izabal (Guatemala ).